# Centre international pour la recherche sur les maladies diarrhéiques, Bangladesh

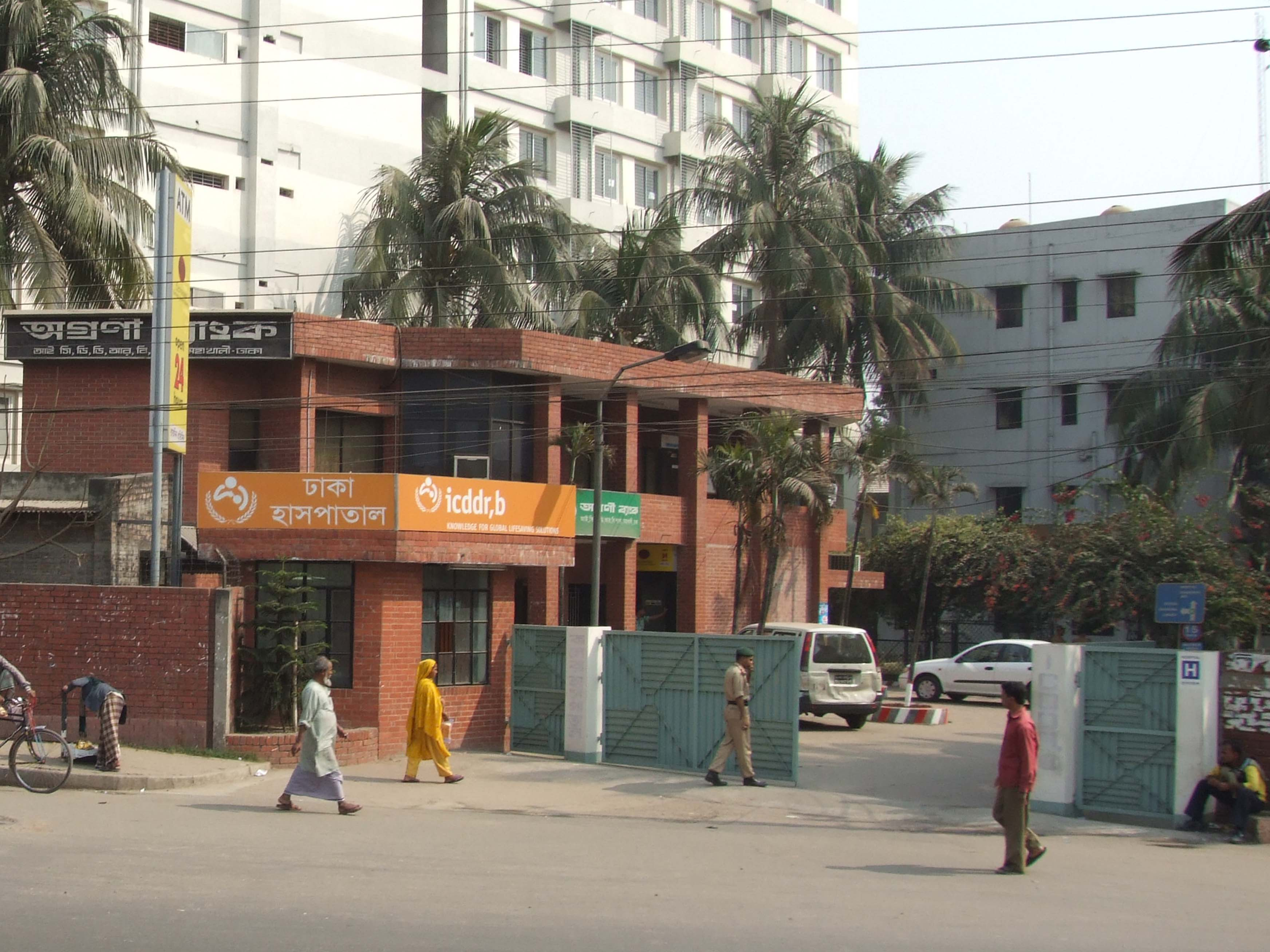
Siège ICDDRB, Mohakhali, Dacca.

Le Centre International pour la Recherche contre les Maladies diarrhéiques, Bangladesh (icddr,b) est une organisation internationale de santé situé à Dacca, Bangladesh.

## Description
Le Centre international de Recherche sur les Maladies diarrhéiques, Bangladesh (icddr,b) est une institution de recherche et de formation en santé publique à dimension internationale. En partenariat avec de nombreuses d’institutions universitaires et de recherche à travers le monde, le Centre a comme mission la recherche et la formation, et offre des soins médicaux à des milliers de patients nécessiteux. Il œuvre également à prévenir et surveiller les maladies infectieuses majeures qui frappent le Bangladesh et d'autres pays en développement avec une attention particulière accordée à l'épidémiologie, la recherche clinique et de laboratoire, ainsi qu’à l'évaluation des vaccins. Le Centre compte, parmi son personnel à la fois national et international, des scientifiques en santé publique, chercheurs en laboratoire, cliniciens, nutritionnistes, épidémiologistes, démographes, spécialistes en sciences sociales et du comportement, informaticiens, spécialistes en maladies infectieuses émergentes et ré-émergentes, vaccinologues, etc.
Le icddr,b répond aux préoccupations de santé les plus critiques qui nous font face aujourd'hui, allant de l'amélioration de survie néonatale au VIH.

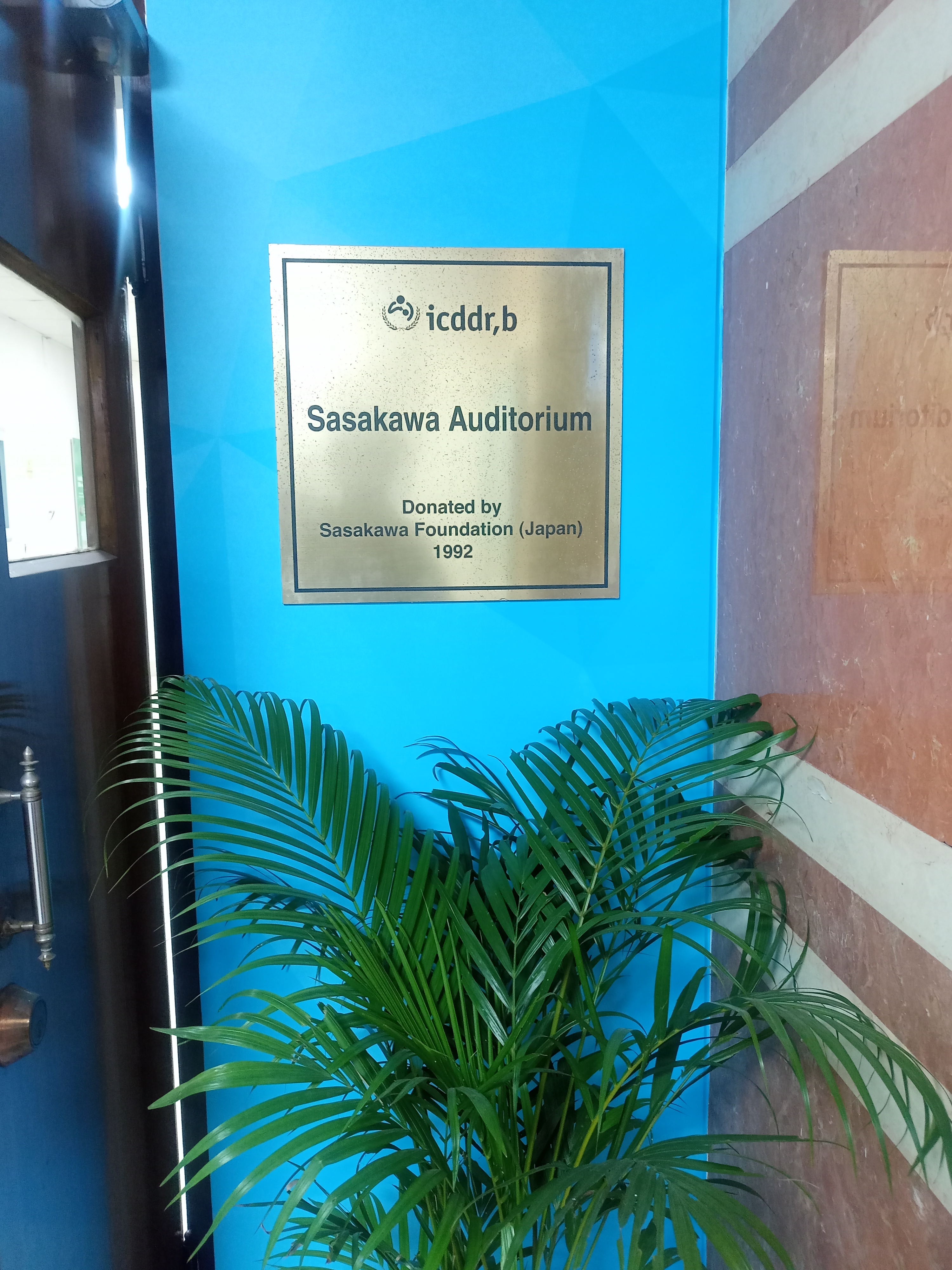
Sasakawa Auditorium of icddrb

## Histoire
Fondé en 1960, le « Pakistan-SEATO Cholera Research Laboratory » est l'un des deux laboratoires travaillant sur le choléra fondé l'Organisation du traité de l'Asie du Sud-Est.
Après l'indépendance du Bangladesh, il prend sa forme actuelle en 1978. Le Centre est crédité, entre autres réalisations, de la découverte de la thérapie de réhydratation par voie orale pour le traitement de la diarrhée et de la thérapie de réhydratation oral pour le choléra. Il a ainsi sauvé plus de 40 millions de personnes dans le monde.
Le icddr,b est l'un des principaux instituts de recherche au Bangladesh, en libérant, selon le Web of Science de Thomson Reuters, 18 pour cent des publications du pays. Depuis 1978, le Centre a formé plus de 27 000 professionnels de la santé provenant de plus de 78 pays[Quand ?].